# Saint-Antoine (Borgogna-Franca Contea)
Saint-Antoine è un comune francese di 308 abitanti situato nel dipartimento del Doubs nella regione della Borgogna-Franca Contea.

## Società

### Evoluzione demografica
Abitanti censiti